# 敖包特机场
敖包特机场是一座位于蒙古国南部南戈壁省敖包特陶勒盖（那林苏海特）的机场。它为煤矿通勤者提供国内航线服务，每周均有数个国内定期航班起降。

## 机场信息
敖包特机场位于南戈壁省首府达兰扎达嘎德西南方向大约320公里处，其北方950公里是蒙古国首都乌兰巴托，其南侧47公里即为中蒙边界。

## 航空公司及航点
| 航空公司 | 目的地   |
| -------- | -------- |
| 蒙古航空 | 乌兰巴托 |